# Šopskasallad

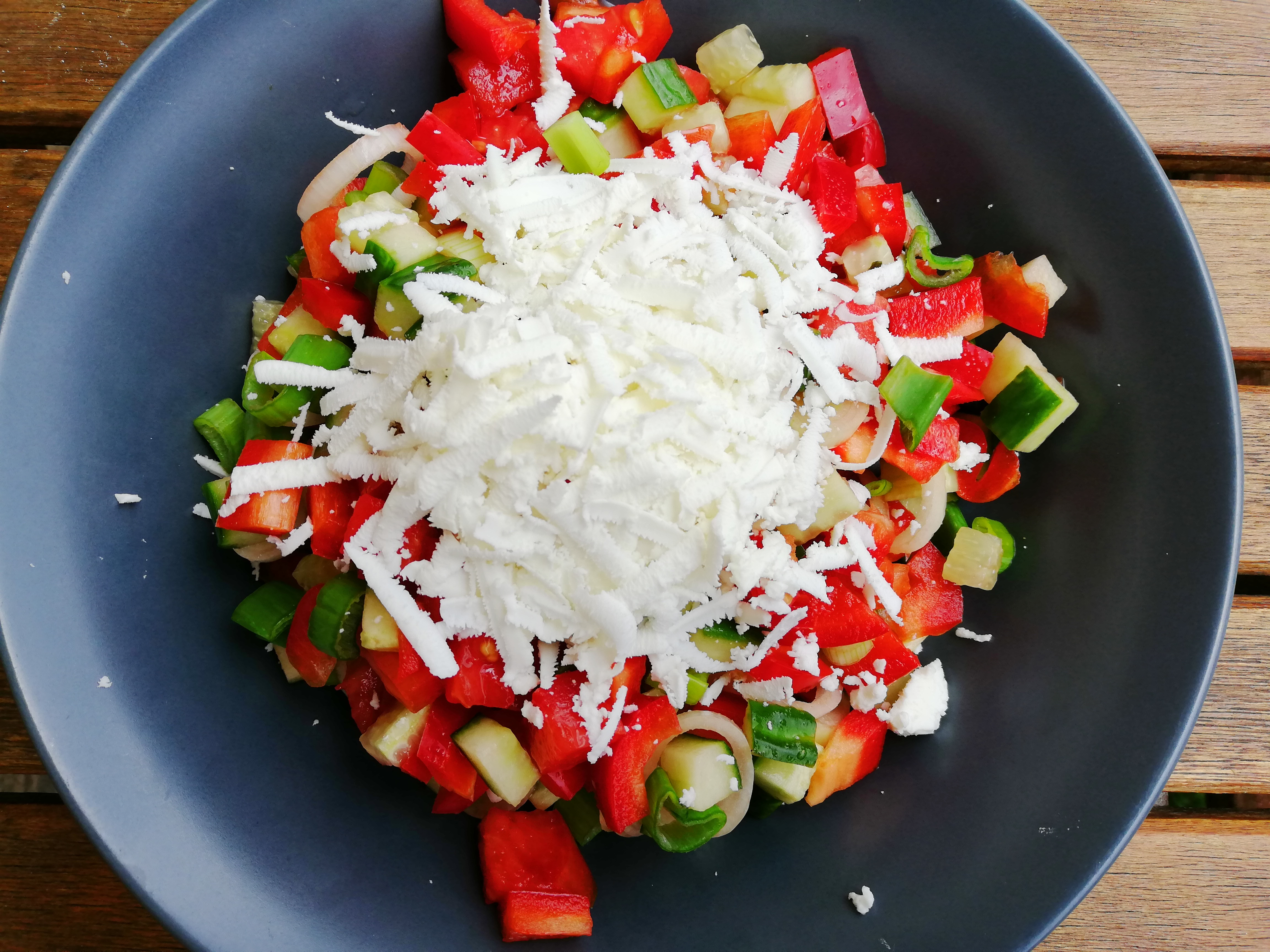
Šopskasallad

Šopskasallad (bulgariska: Шопска салата) är en traditionell bulgarisk salladsrätt som blivit populär över hela Balkan och Centraleuropa. Salladen kommer ifrån regionen Shopi i Bulgarien. Den innehåller tomater, gurka, röd lök eller vårlök, rå grön (Carli paprika) eller rostad röd paprika, riven fetaost och persilja. Traditionellt äter bulgarerna salladen som förrätt tillsammans med ett glas rakia. Vanliga tillbehör till salladen är salt, peppar, solrosolja eller olivolja samt rödvinsvinäger. Salladens ingredienser valdes specifikt för att spegla den bulgariska flaggans färger - vitt, grönt och rött. [källa behövs]

## Kontroverser
Från Bulgarien spreds Šopskasalladen till grannländerna och med tiden kom anspråk på dess ursprung att göras av även andra på Balkan och i Centraleuropa; framförallt en del serber, makedonier och även kroater. Dessa anspråk beror delvis på det geografiska läget för regionen Shopi. Den största delen ligger i västra Bulgarien, men den omfattar också mindre landområden i Serbien och östra Nordmakedonien.  Den serbiska stjärnkocken och fyrfaldige kockmästaren Miroslav Stefanović (Master Miro), anser dock att Šopskasalladen har sitt ursprung i Bulgarien. Efterforskningar i äldre kokböcker ger honom rätt. De många anspråken från olika länder kan ge intrycket av en uråldrig, balkansk anrättning från en region där gränserna skiftat genom seklerna. Dock skapades receptet med avstamp i den bulgariska flaggans färger så sent som under andra halvan av 1950-talet. Šopskasalladen var ett av flera nyskapade recept i en bulgarisk kokbok utgiven av landets Handelsministerium, som också hanterade turismfrågor. Den än i dag verksamma bulgariska researrangören Balkantourist (bulgariska: Балкантурист) populariserade sedan salladen genom att servera den på sina turistanläggningar och den vägen spreds salladen även till utländska turister. Med tiden blev Šopskasalladen Bulgariens nationalrätt och en kulinarisk symbol för landet i resten av världen.  I Rumänien kallas salladen för "bulgarisk sallad".